# Ninsar
Ninsar és un cràter sobre la superfície del planeta nan Ceres, situat amb el sistema de coordenades planetocèntriques a 32.63 ° de latitud nord i 266.08 ° de longitud est. Fa un diàmetre de 40 km. El nom va ser fet oficial per la UAI el quatre de desembre del 2015 i fa referència a Ninsar, deessa de les plantes i la vegetació de la mitologia sumèria.